# 大隅鉄道カホ1形気動車
大隅鉄道カホ1形気動車（おおすみてつどうカホ1がたきどうしゃ）は、大隅鉄道が1931年に運行を開始した軽便鉄道規格のガソリン動車（ガソリンカー）である。
後に大隅鉄道の国有化に伴い鉄道省ケキハ510形となり、続く運用路線の1067mm改軌による他線転用ではエンジンを外され、客車のケコハ510形となった。
その後、払い下げ先の日本鉱業佐賀関鉄道においてディーゼルエンジンを搭載して再び気動車化されケコキハ510形となり、1963年まで運行された。

## 車体
全長8.8 mの軽量構造半鋼製車体で、リベット組み立てを用い、窓の上下にそれぞれウィンドウヘッダー・ウィンドウシルと呼ばれる補強帯を露出して取り付けた、設計当時としては典型的な構造となっている。  
正面はフラットな2枚窓が装備されていた。側面は、扉が片側2つずつ前後についており、扉より妻寄りに1つずつ、扉間に7つの幅684 mm下降式1段窓が付く、1D(1)5(1)D1（D：客用扉、(1)：戸袋窓、数字：窓数）という窓配置であった。両側妻面にはそれぞれ荷台が取り付けられていた。 
通風器はガーランド式で、屋根中央に等間隔に4個設置し、その直下に通風器の開口部と一体の白熱灯具を設置して室内灯とした。 
座席は扉間にロングシート配置として設置しており、車端部の車掌台側には座席を設置していない。
なお、日本車輌製造本店は本形式に続けて同じ762mm軌間の軽便鉄道向け2軸ボギー式ガソリンカーとして、下津井鉄道カハ5、宇和島鉄道ウキ1（共に1931年4月納入）を納入しているが、これらは車体長や荷台の有無などの仕様には相違があったものの車体設計は細部寸法を含めそのほとんどが共通で、またエンジン・変速機・クラッチ・台車・ブレーキなどの機器仕様も共通の姉妹車とされている。

## 主要機器
機関はアメリカ合衆国ウィスコンシン州ウォーケシャに本拠を置いたウォーケシャ発動機社が製造した6MS縦型6気筒ガソリンエンジンを搭載し、変速機はコッター社製RU、クラッチはボルグアンドベック(BdB)社製RGY、台車に装架された最終減速機内蔵の逆転機での最終減速比は1:4となる。
逆転機は設計当時の日本車輌製造本店が標準採用していた自社設計品で、台車のトランサムから2本のリンクで支持して転動を抑止する構造となっている。
台車はボギー台車は日本で初めて鋳鋼製の偏心台車を採用した。
台車の設計と製造はこれも日本車輌製造本店が行い、付随台車の軸距は1,300mm、動台車の軸距は650mm+1,000mmで、動軸の軸重を4,450kg、従軸の軸重を2,725kgとして動軸重を24パーセント増しとしている。複雑な機構を避けた1軸駆動方式としつつ、駆動軸の粘着力を高めることが、この偏心台車採用の目的であった。
手回しハンドルの機械ブレーキ装置（手ブレーキ）のみの搭載が一般的であった当時の軽便鉄道用気動車の中では珍しく、簡素な直通ブレーキ(SM)方式ではあるが、電車並みに空気ブレーキを併せて装備していたことも大きな特徴である。

## 歴史
大隅鉄道では開業以来、蒸気機関車牽引による列車を運転してきたが、昭和初期の不況と自動車輸送進出の影響を受けて経営が悪化してきた。そこで「近来近傍町村発展乗客モ相当増加ヲ見在来所有ノ車輛ヲ以テシテハ到底運輸ノ便を完フスル能ハス此カ為今般瓦斯倫客車弐輛ヲ新製シ運転回数ヲ増シ以テ自然ノ要求ヲ満タサントスルモノナリ」として1930年12月15日に設計認可を鉄道省へ申請、運転経費の安いガソリンカーを導入して経費削減を図ることにした。
鉄道省による設計認可が1931年（昭和6年）3月5日、竣工届が1932年（昭和7年）4月30日で、公式にはこの月に使用開始されたと記録されている。ところが、メーカーの日本車輌製造では見付図（組-8-ハ-573 5/大隅）の作成期日が1930年10月8日、第63期（1930年12月 - 1931年5月）に出荷されたと記録されており、鉄道会社の営業報告書でも1931年4月10日運転開始と記録されている。製造されたのは2両で、それぞれカホ1・カホ2と番号を付けられている。形式の「カホ」は「ガソリン・ボギー」を清音化して略したものとおぼしい。
運用開始後は、1日7往復の列車のうち4往復がガソリンカーによって運転されるようになった。蒸気機関車の列車が全線で2時間ほど要していたのに対して、加減速性能に優れるガソリンカーは1時間40分ほどで走破し、旅客からも好評であった。
1935年（昭和10年）6月1日に大隅鉄道が国有化されて古江線（後の大隅線）となると、ケキハ510・ケキハ511と改称され、1938年（昭和13年）10月10日に古江線の1067mm化改軌工事が完成するまで使用された。改軌後はガソリンエンジンを外して客車に改造され、ケコハ510・ケコハ511となって1939年（昭和14年）4月に762mm軌間で残存していた松浦線に移動した。1943年（昭和18年）12月17日に国鉄の車両としては廃車となった。
1944年（昭和19年）に建設中の日本鉱業（日鉱）佐賀関鉄道へ払い下げられ、1948年（昭和23年）3月24日開業から鉄道省時代と同じ番号で使用開始された。1951年（昭和26年）に若松車両で車体の更新を実施し、側窓を2段上昇式へ変更、いすゞDA43Nディーゼルエンジンを搭載して再び動力化する改造を受け、1951年6月18日認可でケコキハ510・ケコキハ511となった（「ケコキハ」という長い形式名は、国鉄式の軽便鉄道客車の形式称号に、気動車を示す「キ」を単純追加したものである）。日鉱佐賀関鉄道は動力車増備を最低限に留め、気動車については同年にやはり若松車輌でディーゼル動車のケコキハ512を1両新造したのみで、以後気動車を増備しなかった。
以後、エンジンはケコキハ510がDA120Pへ、ケコキハ511はDA54へ換装、またケコキハ510は従来の機械式変速機に代えて液体式変速機の取り付けも施され、また連結器を新造以来の中央緩衝器式ピン・リンク連結器から日立製作所製の日立ウィリソン自動連結器へ交換して旅客営業の主力車として重用された。これらは1963年（昭和38年）に同鉄道が廃止されるまで使用された。